# Lauren Fendrick
Lauren Fendrick (ur. 20 marca 1982 w San Diego) – amerykańska siatkarka plażowa, wicemistrzyni Świata z 2017 roku, a także uczestniczka Igrzysk Olimpijskich 2016. 
Lauren początkowo grała w siatkówkę halową w UCLA w latach 1999-2002. Po krótkiej przygodzie z siatkówką halową skupiła się na grze w siatkówce plażowej i wystartowała w rozgrywkach AVP Tour. W 2014 roku połączyła siły z Brooke Sweat, z którą starała się zakwalifikować do Igrzysk Olimpijskich w 2016 roku. Na turnieju w Rio de Janeiro nie osiągnęły sukcesu, gdyż zajęły ostatnie miejsce w grupie. W 2017 rozpoczęła współpracę z April Ross, z którą zdobyła srebrny medal na Mistrzostwach Świata w Wiedniu. 